# آزتک (بازی ویدئویی)
آزتک یک بازی اکشن ماجراجویی است که توسط پل استفنسون برای سری اپل ۲ توسعه یافته و توسط Datamost در سال ۱۹۸۲ منتشر شده‌است. این به خانواده ۸ بیتی آتاری و کمودور ۶۴ منتقل شد. در آزتک، بازیکن در جستجوی بت یشم وارد "مقبره کوتزالکواتل " در مکزیک می‌شود و به کاوش می‌پردازد.

## گیم پلی
سطوح مقبره شامل تله‌ها، حیوانات خطرناک، نگهبانان آزتک و سایر خطرات است. مجهز به قمه، تپانچه و دینامیت، هدف بازیابی یک بت یشم و فرار است.
آزتک برای هر بازی جدید یک سیاهچال تصادفی تولید می‌کند.  قبل از شروع بازی، سطح دشواری بازی از یک تا هشت درخواست می‌شود. افزایش سختی تعداد و تهاجمی دشمنان را افزایش می‌دهد و پاداش بازیابی بت را افزایش می‌دهد. هر چه زمان برای به دست آوردن بت کوتاهتر باشد، جایزه آن بیشتر است. سطوح دشواری بالاتر شمارش معکوس را بالاتر آغاز می‌کند. اگر زمان زیادی بگذرد، بت به عنوان آسیب دیده گزارش می‌شود.
نمای داخلی آرامگاه از پهلو با سه طبقه و پلکانی که سطوح و طبقات را به هم متصل می‌کند، نشان داده شده‌است. انبوهی از زباله‌ها و سینه‌ها را می‌توان جستجو کرد و یک تپانچه، مهمات، قمه، دینامیت، معجون‌های بهداشتی، بقایای پروفسور فون فورستر یا بت را به آنها داد. میله‌های دینامیت هم به عنوان یک سلاح و هم برای منفجر کردن دیوارها و کف‌ها عمل می‌کنند. امکان شکستن پلکانی وجود دارد که برای خروج از مقبره یا منفجر کردن شخصیت بازیکن ضروری است.
دشمنان خطرناک تر ممکن است بازیکن را دستگیر کنند یا مواردی را مصادره کنند و بازیکن را به گودال ببرند. دشمنان همچنین می‌توانند باعث سقوط بازیکن به سطح بعدی شوند. برخی اتاق‌ها دارای گودال‌هایی با تله هستند. اگر بازیکن بمیرد، بازی از آخرین سطح از سر گرفته می‌شود.

## بازخورد
سافت لاین در سال ۱۹۸۳ آزتک را «بازی غیر معمول آرکید یا ماجراجویی» نامید و اظهار داشت که «کنترل‌ها، طراحی بازی و انیمیشن نمونه‌های خوبی از وضعیت هنر در آرکیدهای اپل هستند».
مجله ویدیویی این بازی را به عنوان «یک بازی ضروری برای خرید اپل» توصیف کرد و تنوع، چالش و «سیستم ساده ای که از تک ضربه زدن به کلید استفاده می‌کند» برای برقراری ارتباط سفارشات را ستود. : 28, 29 
تام جونز بازی را برای دنیای بازی‌های رایانه ای بررسی کرد و اظهار داشت که «وقتی ایرادهای اندک آزتک در برابر برخی از بهترین گرافیک‌های اکشن و طرح‌های کلی موجود در حال حاضر متعادل می‌شوند، دومی قطعاً برنده می‌شود.»
Electronic Games رابط کاربری بازی را «به طرز قابل توجهی تمیز و منطقی» نامید و اظهار داشت که به دلیل سیاه چال‌های تصادفی «هیجان در بازی به بازی ادامه دارد».
آزتک در پنجمین دوره جوایز سالانه آرکید گواهینامه شایستگی در بخش «بهترین ماجراجویی رایانه ای» دریافت کرد. : 28 